# Ciclismo en los Juegos Olímpicos de Río de Janeiro 2016 – Carrera de ruta femenina
La competición de ciclismo en ruta femenino en los Juegos Olímpicos de Río de Janeiro se llevó a cabo en Río de Janeiro, Brasil el 7 de agosto de 2016 en un circuito por las inmediaciones de Copacabana sobre un recorrido de 141 km.

## Recorrido
El recorrido fue un circuito alrededor de Copacabana, Ipanema, Barra siguiendo un primer tramo de 24,8 kilómetros por Grumari donde se destaca una sección de 2 kilómetros de pavé en la primera parte del recorrido, las ciclistas pedalearon 2 vueltas al circuito de Grumari, para después entrar a una única ascensión al puerto (Canoas, Vista Chinesa) con una media de casi el 10% de desnivel sostenidos sin descanso y después con un descenso técnico de 6 kilómetros e ingresar a un recorrido llano de 12,2 kilómetros que llevó a los ciclistas hasta la meta en Parque Flamengo para una distancia total de 141 kilómetros.

## Horario
Todos los horarios están en UTC tiempo de Brasil (-4 GMT)
| Fecha                       | Tiempo | Evento    |
| --------------------------- | ------ | --------- |
| Domingo 7 de agosto de 2016 | 10:15  | Inicio    |
| Domingo 7 de agosto de 2016 | 16:04  | Ceremonia |

## Clasificación
La lista de naciones y sus atletas clasificados son la siguiente:
|      | País               | Atletas clasificados |
| ---- | ------------------ | -------------------- |
| 1.º  | Australia          | 4                    |
| 2.º  | Austria            | 1                    |
| 3.º  | Azerbaiyán         | 1                    |
| 4.º  | Bélgica            | 3                    |
| 5.º  | Bielorrusia        | 1                    |
| 6.º  | Brasil             | 1                    |
| 7.º  | Canadá             | 3                    |
| 8.º  | Chile              | 1                    |
| 9.º  | Colombia           | 1                    |
| 10.º | Cuba               | 1                    |
| 11.º | Chipre             | 1                    |
| 12.º | España             | 1                    |
| 13.º | Finlandia          | 1                    |
| 14.º | Francia            | 2                    |
| 15.º | Reino Unido        | 3                    |
| 16.º | Alemania           | 4                    |
| 17.º | Israel             | 1                    |
| 18.º | Italia             | 4                    |
| 19.º | Japón              | 1                    |
| 20.º | Corea del Sur      | 1                    |
| 21.º | Lituania           | 1                    |
| 22.º | Luxemburgo         | 2                    |
| 23.º | México             | 1                    |
| 24.º | Namibia            | 1                    |
| 25.º | Países Bajos       | 4                    |
| 26.º | Noruega            | 1                    |
| 27.º | Nueva Zelanda      | 1                    |
| 28.º | Polonia            | 3                    |
| 29.º | Sudáfrica          | 2                    |
| 30.º | Rusia              | 1                    |
| 31.º | Eslovenia          | 1                    |
| 32.º | Suiza              | 1                    |
| 33.º | Suecia             | 3                    |
| 34.º | Tailandia          | 1                    |
| 35.º | República de China | 1                    |
| 36.º | Ucrania            | 1                    |
| 37.º | Estados Unidos     | 4                    |
| 38.º | Venezuela          | 1                    |

## Resultados
- Las clasificaciones finalizaron de la siguiente forma:[3]

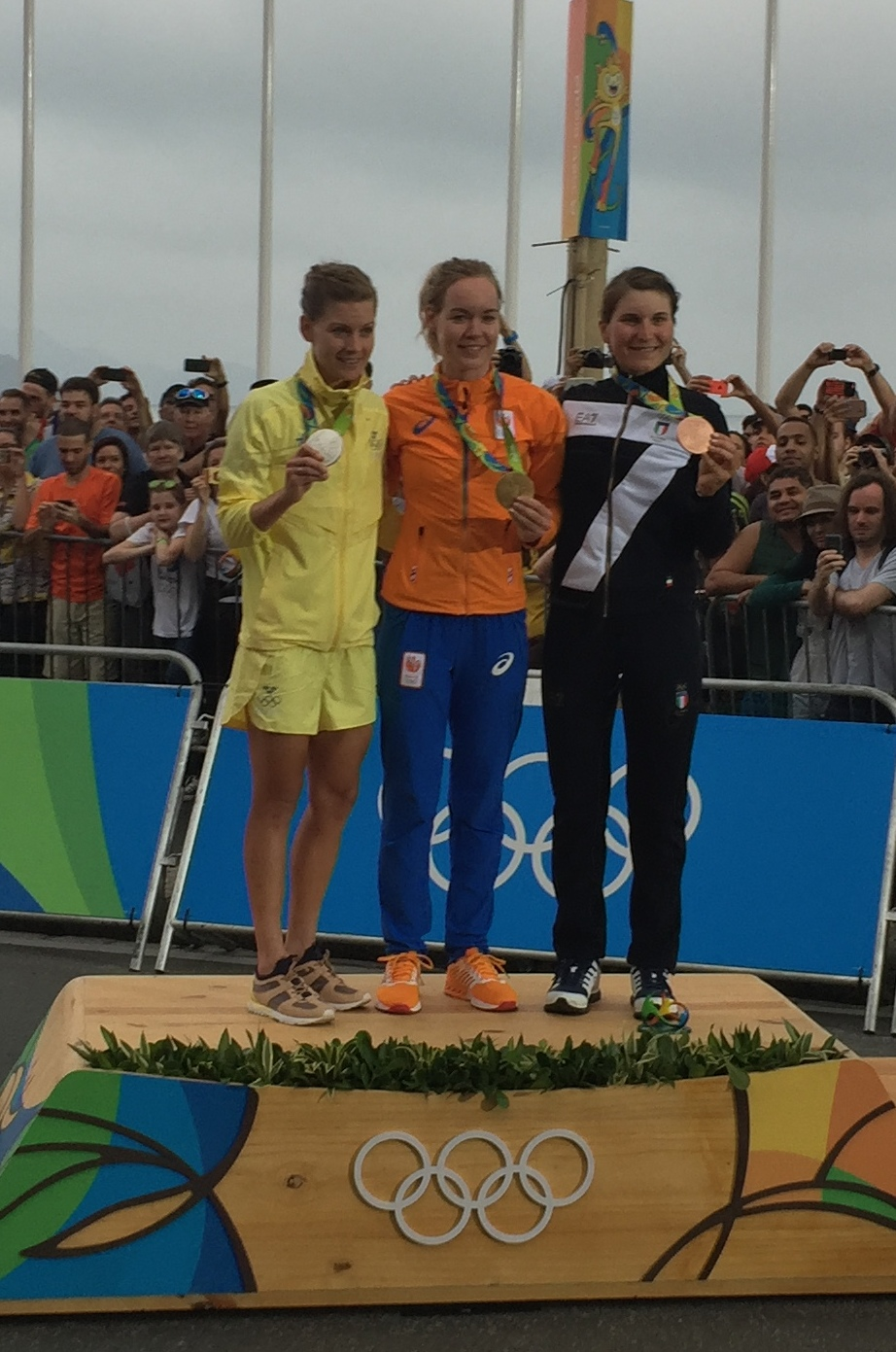
Podio final.

En la tabla de abajo, " m.t." indica que el ciclista cruzó la meta en el mismo grupo que el ciclista antes de él, y fue acreditado por lo tanto, con el mismo tiempo.
| Pos. | Ciclista             | Tiempo            |
| ---- | -------------------- | ----------------- |
|      | Anna van der Breggen | 3 h 51 min 27 seg |
|      | Emma Johansson       | m.t.              |
|      | Elisa Longo Borghini | m.t.              |
| 4.º  | Mara Abbott          | a 4 seg           |
| 5.º  | Lizzie Armitstead    | a 20 seg          |
| 6.º  | Katarzyna Niewiadoma | m.t.              |
| 7.º  | Flavia Oliveira      | m.t.              |
| 8.º  | Jolanda Neff         | m.t.              |
| 9.º  | Marianne Vos         | a 1 min 14 seg    |
| 10.º | Ashleigh Moolman     | m.t.              |

| 11.º | Megan Guarnier    | m.t.           |
| 12.º | Evelyn Stevens    | a 1 min 16 seg |
| 13.º | Alena Amialiusik  | a 2 min 16 seg |
| 14.º | Tatiana Guderzo   | a 2 min 19 seg |
| 15.º | Amanda Spratt     | a 4 min 9 seg  |
| 16.º | Olga Zabelinskaya | a 4 min 25 seg |
| 17.º | Eri Yonamine      | a 4 min 56 seg |
| 18.º | Christine Majerus | a 5 min 7 seg  |
| 19.º | Lisa Brennauer    | m.t.           |
| 20.º | Elena Cecchini    | m.t.           |

### Fuera de control (FC)
Debido a las regulaciones de la UCI para las pruebas en carretera de un día (artículo 2.3.039), "Todo ciclista que finalice la prueba en un tiempo superior al del ganador por más del 8% no contará como finalizado". Adicionalmente, todo corredor que pierda más de 15 minutos con el lote principal será eliminado de la competencia en las zonas de avituallamiento después de iniciado la primera vuelta en cada circuito.

## UCI World Ranking
La carrera otorga puntos para el UCI World Ranking (clasificación global de todas las carreras internacionales). La siguiente tabla corresponde al baremo de puntuación:
| Posición   | 1.º | 2.º | 3.º | 4.º | 5.º | 6.º | 7.º | 8.º | 9.º | 10.º | 11.º | 12.º | 13.º | 14.º | 15.º |
| Puntuación | 600 | 475 | 400 | 325 | 275 | 225 | 175 | 150 | 125 | 100  | 85   | 70   | 60   | 50   | 40   |

| Posición | Ciclista             | País           | Puntos |
| -------- | -------------------- | -------------- | ------ |
| 1.º      | Anna van der Breggen | Países Bajos   | 600    |
| 2.º      | Emma Johansson       | Suecia         | 475    |
| 3.º      | Elisa Longo Borghini | Italia         | 400    |
| 4.º      | Mara Abbott          | Estados Unidos | 325    |
| 5.º      | Lizzie Armitstead    | Reino Unido    | 275    |
| 6.º      | Katarzyna Niewiadoma | Polonia        | 225    |
| 7.º      | Flavia Oliveira      | Brasil         | 175    |
| 8.º      | Jolanda Neff         | Suiza          | 150    |
| 9.º      | Marianne Vos         | Países Bajos   | 125    |
| 10.º     | Ashleigh Moolman     | Sudáfrica      | 100    |